# Dominikus-Zimmermann-Gymnasium
Das Dominikus-Zimmermann-Gymnasium ist ein Gymnasium in Landsberg am Lech mit sprachlichem und naturwissenschaftlich-technologischem Zweig. Im Schuljahr 2022/23 besuchen 765 Schüler das Gymnasium. Am 25. September 2013 zeichnete Ludwig Spaenle das Gymnasium als „MINT - freundliche Schule“ aus. Am 22. April 2015 wurde dem Gymnasium als erster Schule in Stadt und Landkreis Landsberg das Prädikat „Fairtrade School“ verliehen. Seit dem 30. September 2015 trägt das Gymnasium darüber hinaus das Prädikat „Referenzschule für Medienbildung“. Schulleiterin ist Mechthild Wand.

## Geschichte
Das Dominikus-Zimmermann-Gymnasium wurde 1878 als vierkursige Realschule gegründet, nachdem König Ludwig II. von Bayern den Anstoß gegeben hatte. Anfangs wurden ungefähr fünfzig Jungen von sieben Lehrkräften unterrichtet. Bis 1896 wurde das DZG zur sechsstufigen Realschule ausgebaut, die zu einem höheren Schulabschluss führte. Nachdem 1905 ein Schülerheim auf dem Landsberger Schlossberg entstanden war, stieg die Schülerzahl deutlich an. Seit 1919 durften auch Mädchen die Schule besuchen. 
1938 wurde dann aus der Realschule eine Oberrealschule und die Schüler konnten nun die allgemeine Hochschulreife erlangen. 1954 verließ die Schule dann aufgrund von Raumnot das Gebäude des heutigen Stadtmuseums und bezog den Neubau in der Lechstraße. 1965 bekam die Schule ihren heutigen Namen und wuchs bis 1975 auf über 1400 Schüler an. Dies führte 1976 zur Schulteilung: Das DZG bezog das neu erbaute Schulzentrum in der Platanenstraße, das es sich mit der Johann-Winklhofer-Realschule teilt, das neu entstandene Ignaz-Kögler-Gymnasium blieb dagegen im alten Gebäude in der Stadtmitte.

### Name
Ihren Namen hat die Schule von Dominikus Zimmermann (1685–1766), einem bekannten Stuckateur und Baumeister des bayerischen Rokoko. Er gestaltete in Landsberg zahlreiche Gebäude, darunter das Rathaus und die Johanneskirche, und war von 1748 bis 1753 Bürgermeister der Lechstadt.

## Fremdsprachenfolge
Die erste Fremdsprache ist für jeden Schüler Englisch. Ab der sechsten Klasse wird Latein oder Französisch gewählt. In der achten Klasse erfolgt dann die Trennung zwischen dem naturwissenschaftlich-technologischen und dem sprachlichen Zweig. Als dritte Fremdsprache im sprachlichen Zweig ist Französisch oder neuerdings auch Italienisch möglich. Italienisch wird im neunjährigen Gymnasium nur als spätbeginnende Fremdsprache ab der 11. Jahrgangsstufe angeboten. Dieses Angebot läuft aber mit dem ersten Jahrgang des achtjährigen Gymnasiums aus.

## Zusatzangebote
Das DZG bietet zusätzliche Aktivitäten an: Orchester, Großer Chor, Unterstufenchor, Mountain-Biking, Grundkurs Dramatisches Gestalten, Theatergruppe für die Unter- und Mittelstufe, Textilarbeit und Werken sowie verschiedene Sportkurse. Im Bayerischen Landesfinale der Mountainbike Meisterschaften 2008 in Waldaschaff erreichte die Mannschaft der Schule den 8. Platz.
Auch Austauschreisen mit verschiedenen Schulen in den USA, Frankreich und den Niederlanden finden jährlich statt.
Schülerfirma „KaffairKanne DZG“
Die Schülerfirma des Dominikus-Zimmermann-Gymnasiums vertreibt den Stadtkaffee Landsberg. Sie wurde im Schuljahr 2018/19 gegründet und findet im Rahmen des Junior-Programms statt.

## Bekannte Schüler und Lehrpersonen
- Gerald Drews, Journalist
- Horst Enzensperger (* 1941, Abitur 1962), Wirtschaftsmanager[6]
- Anton Posset (* 1941, † 2015 - ehem. Lehrer), beschäftigte sich intensiv mit der Aufarbeitung der regionalen NS-Vergangenheit[7][8][9]
- Ralf Lindner, Hochschullehrer[10]
- Moritz Nebel (* 1991, Abitur 2011), Nachwuchsfußballspieler beim FC Augsburg

## Generalsanierung
Das Dominikus-Zimmermann-Gymnasium, das baulich mit der Johann-Winkelhofer-Realschule verbunden ist, befand sich in den Jahren 2011 bis 2013 in Generalsanierung. Die Sanierung ging in vier Schritten vonstatten:

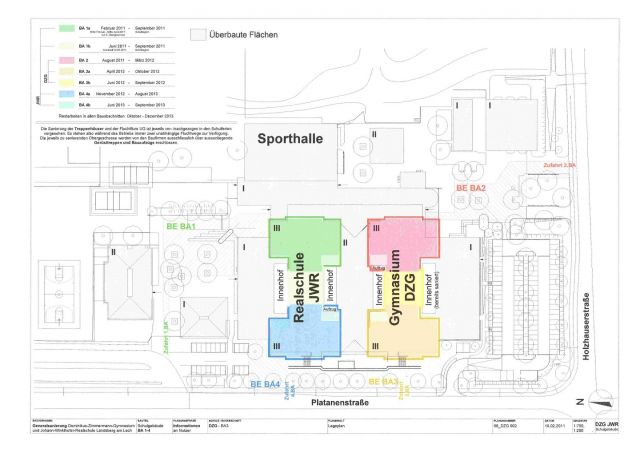
Die vier Generalsanierungsabschnitte der Gebäude des DZGs und der JWR.

- östlicher Teil der JWR: im Februar 2011 bis September 2011
- östlicher Teil des DZGs: im August 2011 bis März 2012
- westlicher Teil des DZGs: im April 2012 bis Oktober 2012
- westlicher Teil der JWR: im November 2013 bis September 2013

Nach dreijähriger Bauzeit wurde die Generalsanierung im April 2013 mit einem Festakt abgeschlossen, an dem u. a. die bayerische Schulverwaltung, Elternbeiräte, Lehrkräfte und engagierte Schüler teilnahmen.
Es wurde vor allem der Fassaden- und der Dachbereich ausgebessert, damit sie den Anforderungen der Energieeinsparverordnung (EnEV) entsprechen und damit ihren Teil zum Umweltschutz beitragen können. Des Weiteren wurde die Raumakustik in allen Räumen der Schule durch den Einbau neuer Decken verbessert. Auch die bislang oftmals defekten WC-Anlagen in den Obergeschossen wurden saniert. Eine Neuheit sind die Aufzüge im Gebäude des DZGs und der JWR.